# Petiș, Sibiu
Petiș, colocvial Petișdorf, (în germană Petersdorf, Petisdorf, în dialectul săsesc Piterschterf, în maghiară Kispéterfalva, Péterfalva) este un sat în comuna Șeica Mare din județul Sibiu, Transilvania, România.

## Localizare
Satul este așezat în Valea Petișului, în care în trecut au existat culturi de viță de vie. Producția de struguri a încetat odată cu plecarea sașilor. Satul este legat de Șeica Mare prin drumul comunal DC5. Petișul se află la o distanță de 4 km de satul Mighindoala (în germană Engental, „Valea Strâmtă”).

## Istoric
Satul Petiș este atestat documentar din anul 1336 sub denumirea maghiară Peturfolua, apoi, în 1414, sub denumirea latină Villa Petri.

## Demografie
La recensământul din 1930 au fost înregistați 522 de locuitori, dintre care 380 germani, 141 români și 1 maghiar. Sub aspect confesional populația era alcătuită din 379 luterani, 134 greco-catolici, 7 ortodocși și 2 baptiști. În anii 1980 cei mai mulți sași au emigrat în Germania.

## Monumente
- Biserica evanghelică
- Pădurea de stejar pufos (sit de importanță comunitară inclus în rețeaua europeană Natura 2000 în România).